# Hohenheida
Der Leipziger Stadtteil Hohenheida ist ein ehemaliges Dorf am nördlichen Stadtrand von Leipzig. Es gehört heute zum Ortsteil Seehausen im Stadtbezirk Nord.

## Lage und Beschreibung
Hohenheida liegt etwa zehn Kilometer nordnordöstlich des Leipziger Stadtzentrums. Seine Nachbarn sind von Nord über Ost Krostitz, Mutschlena, Gottscheina, Merkwitz, Plaußig, Seehausen und Göbschelwitz. Zwischen Hohenheida und Plaußig liegt das Gelände des BMW-Werkes, dessen Nordgrenze etwa 700 Meter von Hohenheida entfernt ist.
Der alte Teil von Hohenheida mit ländlicher Bebauung ist ein ähnliches Runddorf mit deutlicher Rundlingsstruktur im Osten, breiten Bauernhofvorgärten und der Kirche auf dem Anger sowie einer Straßenerstreckung nach Westen. Weiter nach Westen schließt sich ein nach 1990 entstandenes Siedlungsgebiet mit etwa 100 Eigenheimen an, wodurch die Einwohnerzahl von 306 im Jahre 1990 auf etwa das Doppelte angestiegen ist. Unter den Gebäuden finden sich zahlreiche Fachwerkbauten. Der Gasthof ist im Heimatstil errichtet.

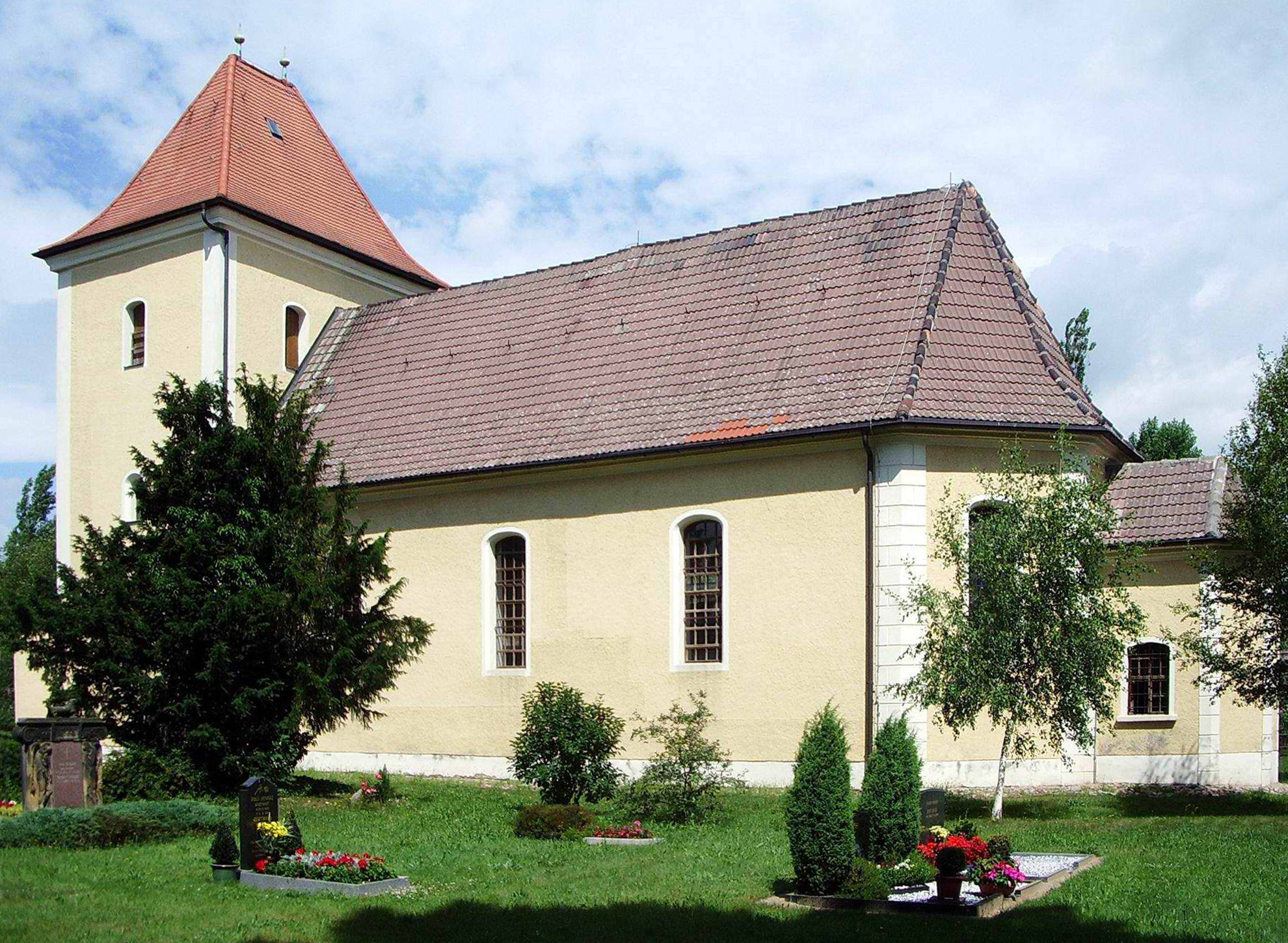
Dorfkirche
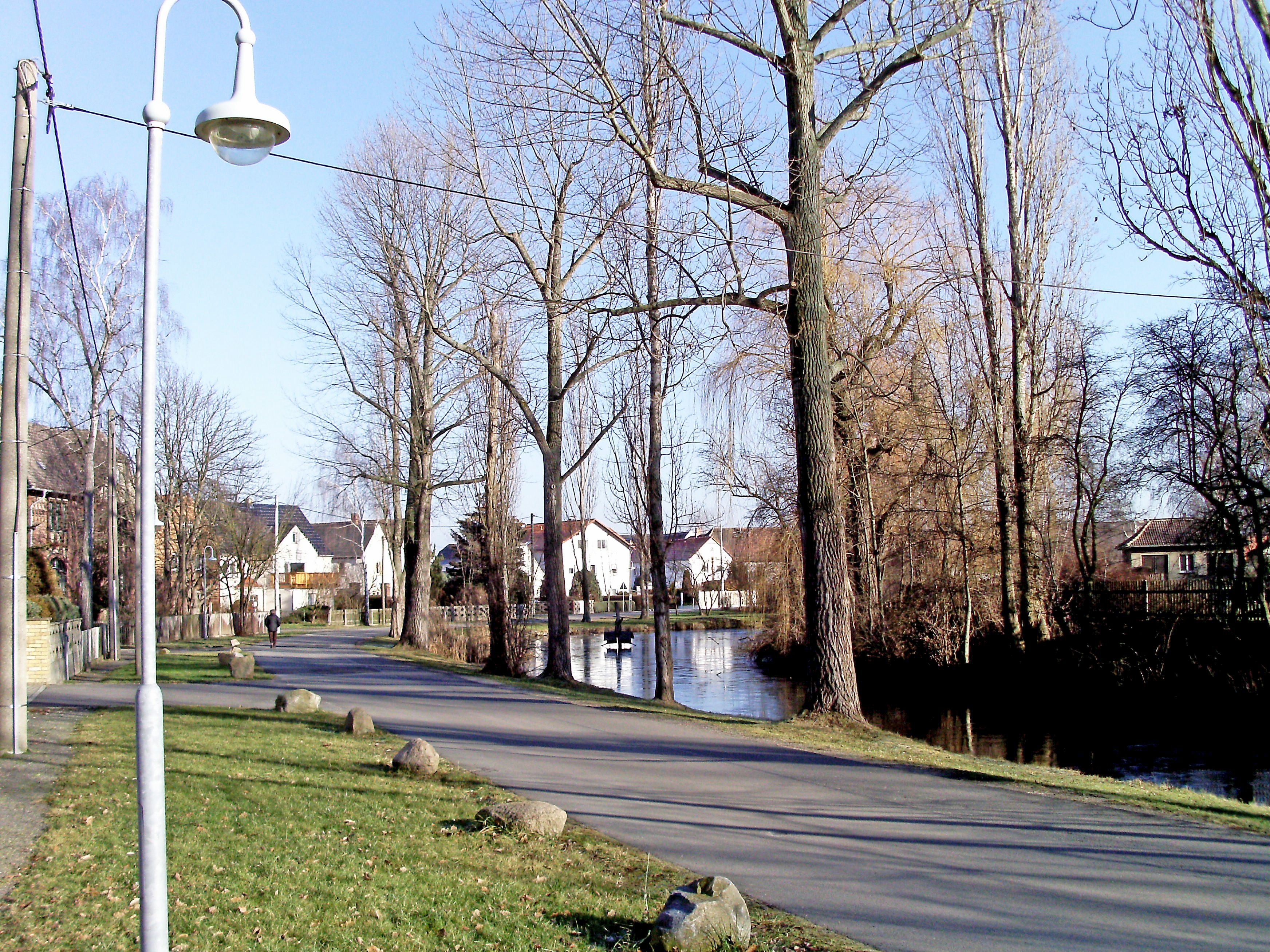
Am Anger mit Kirchteich
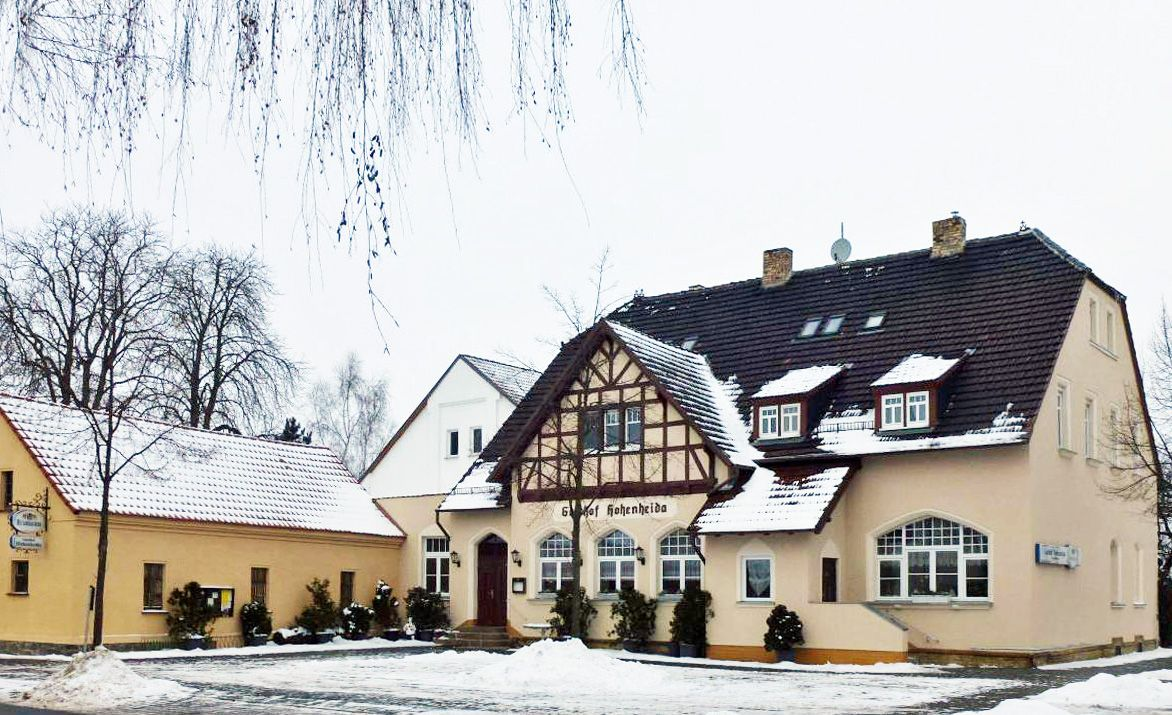
Gasthof Hohenheida
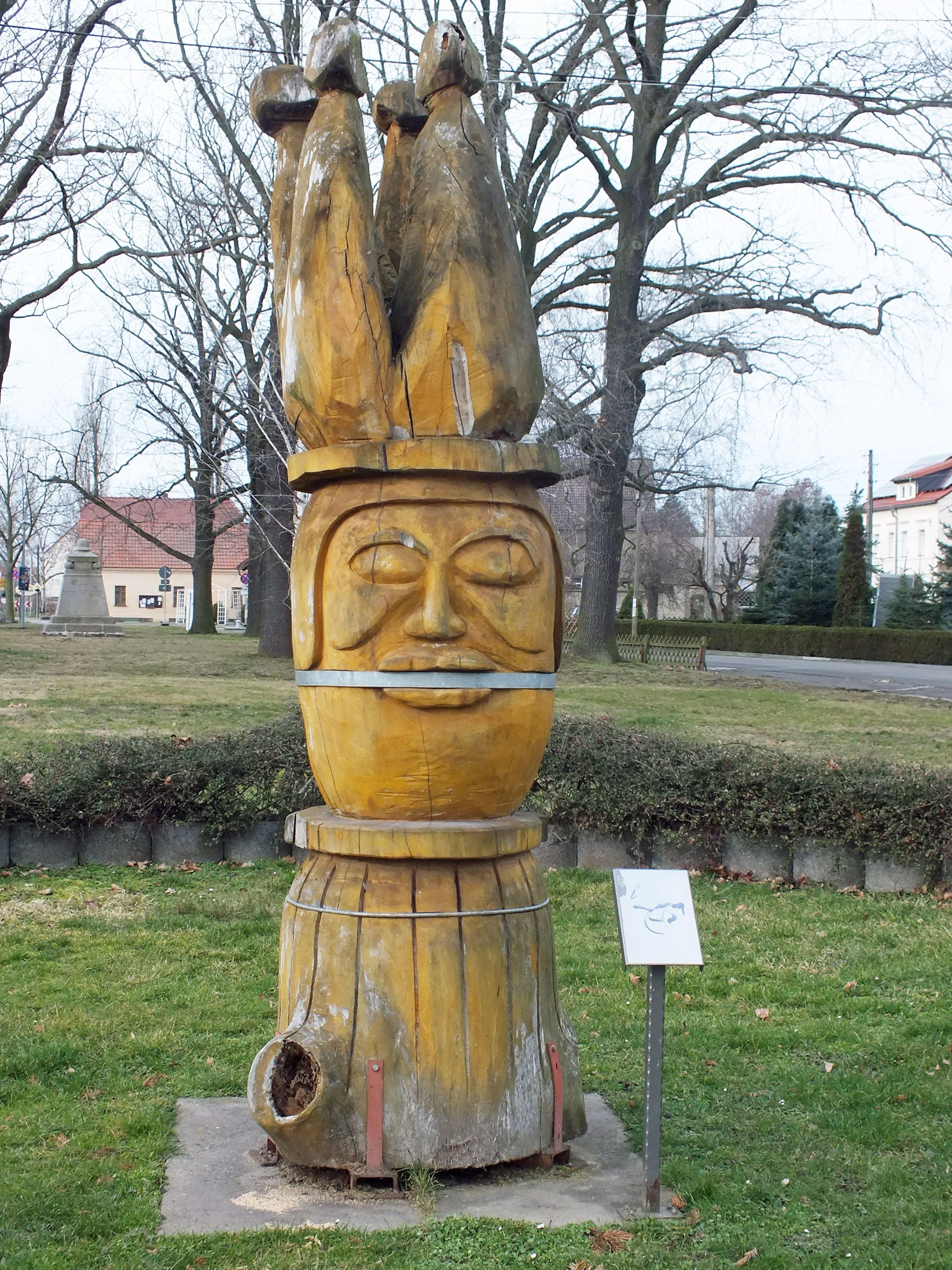
„Der neue deutsche Michel“

Im Ort gibt es vier Teiche: nördlich der Kirche der Kirchteich, südlich der Sperlingsteich, im westlichen Teil des Angers der Dorfteich und am Beginn der westlichen Siedlung der Kindergartenteich. Die Teiche werden nur durch Regenwasser gespeist; Hohenheida besitzt keine Fließgewässer. Der Anger ist eine der Allgemeinheit zur Verfügung stehende Wiesenfläche, an deren westlichem Ende das Denkmal für die Gefallenen des Ersten Weltkriegs steht, umgeben von im Jahr 1922 gepflanzten Eichen, und östlich davon eine 2009 aus einer Hohenheidaer Pappel gefertigte Holzskulptur „Der neue deutsche Michel“.

## Geschichte

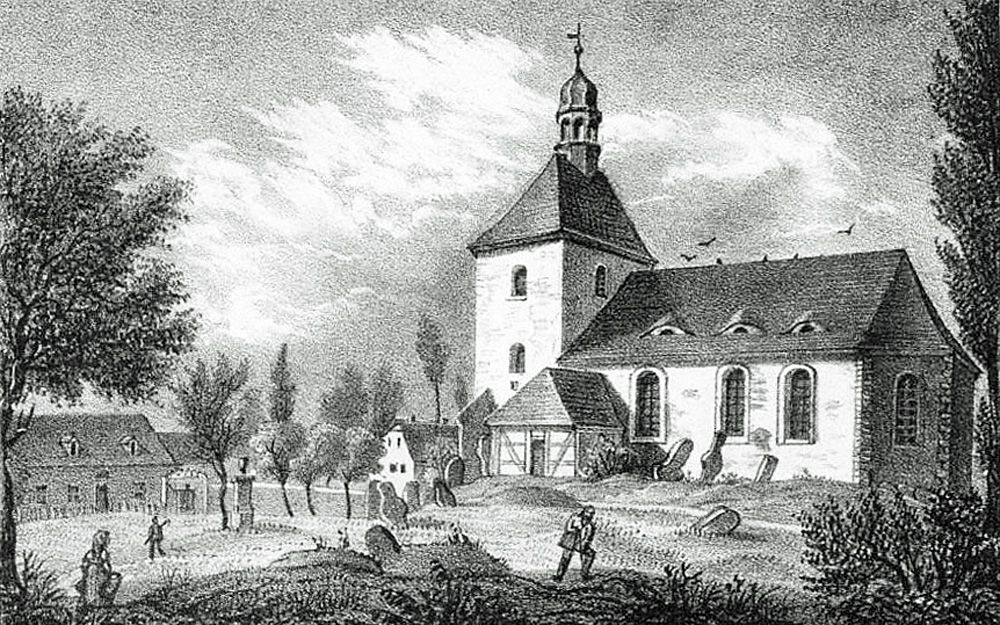
Die Kirche um 1840

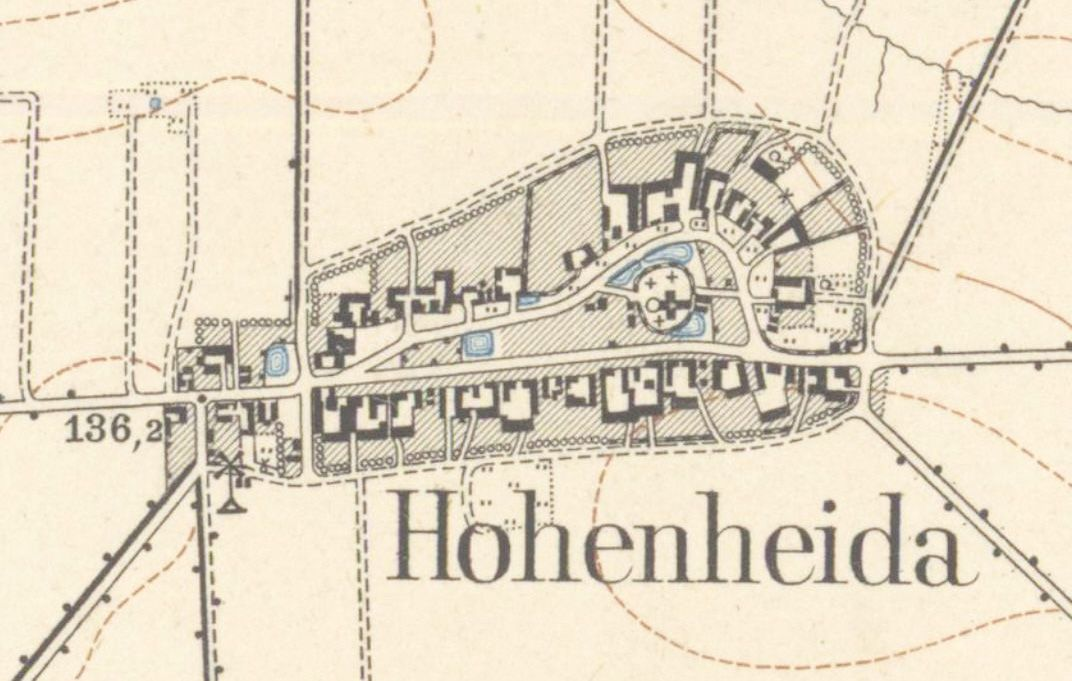
Karte von Hohenheida 1907

Zwischen 600 und 900 legten slawische Siedler ein Runddorf an, das im 12. Jahrhundert durch deutsche Siedler erweitert wurde. Um 1350 existierte nördlich davon noch das Dorf Ucztemicz, das aber bald wüst fiel und in Windysche Heide aufging, wie Hohenheida 1399 hieß. Erst 1438 tauchte mit Hoeheide eine dem heutigen Namen ähnliche Form auf. Im gleichen Jahr übereigneten Kurfürst Friedrich II. von Sachsen und sein Bruder Wilhelm der Universität Leipzig die Lehnsherrschaft über das Dorf sowie auch über die Nachbardörfer Merkwitz und Gottscheina. Seitdem wurden sie auch Universitätsdörfer genannt.
Die Kirche geht in ihren ältesten Teilen auf das 13. Jahrhundert zurück. Sie wurde mehrfach umgebaut und erweitert, zum Beispiel 1689 der Turm über dem alten Gewölbe neu erbaut und mit einer barocken Haube versehen sowie 1715/1716 das Langhaus neu errichtet. 1855 wurde eine Orgel von Urban Kreutzbach eingebaut.
Im Dreißigjährigen Krieg wurde das Dorf durch die Schlachten bei Breitenfeld (1631 und 1642) und jene bei Lützen stark in Mitleidenschaft gezogen und geplündert. Mit Hilfe durch die Universität waren bis 1666 alle durch den Krieg verwüsteten Güter wieder errichtet und besetzt. Durch das sächsische Gesetz über die Ablösung von 1832 wurden in den folgenden Jahren etliche Rechte der Universität abgelöst.
Hohenheida gehörte bis 1856 zum kursächsischen bzw. königlich-sächsischen Kreisamt Leipzig. 1856 kam der Ort zum Gerichtsamt Taucha und 1875 zur Amtshauptmannschaft Leipzig sowie 1952 zum Kreis Leipzig-Land im Bezirk Leipzig und 1994 zum Landkreis Leipziger Land.
Die Landwirtschaftspolitik der DDR führte 1958 zur Bildung einer Landwirtschaftlichen Produktionsgenossenschaft (LPG), der 1960 schließlich alle Bauern des Dorfes angehörten. Diese schloss sich 1974 mit jenen der Nachbargemeinden zu einer Kooperativen Abteilung Pflanzenproduktion (KAP) zusammen.
1957 war Gottscheina nach Hohenheida eingemeindet worden. 1992 kam Hohenheida zu Seehausen und 1997 schließlich mit diesem zu Leipzig.

## Söhne des Ortes
- Immanuel Weber (1659–1726), Historiker, Rechtswissenschaftler und Hochschullehrer
- Bernhard Spiegel (1826–1895), evangelischer Theologe und Kirchenhistoriker